# Matěj Kozubek
Matěj Kozubek (Praga, 11 maggio 1996) è un nuotatore ceco, specializzato nel nuoto di fondo.

## Biografia
Ha rappresentato la Rep. Ceca ai Giochi olimpici estivi di Tokyo 2020, dove ha ottenuto il 24º posto nella 10 km maschile.
È stato convocato ai mondiali di Kazan' 2015, Budapest 2017, Gwangju 2019 e Budapest 2022, senza mai riuscire a salire sul podio.
Ai Giochi mondiali sulla spiaggia di Doha 2019 si è classificato 11º nella 5 km.